# Johann Josef Mildner
Johann Josef Mildner, född 1763, död 1808, var en böhmisk glasslipare.
Johann Josef Mildner framställde runt sekelskiftet 1800 bägare och karaffer i zwischengoldteknik, ofta med medaljonger i glas eller pergament mellan glasytorna. Medaljongerna dekorerades vanligen med porträtt, landskapsbilder, vapen eller monogram i guld, silver och flera färger.